# Jean-François de La Pérouse

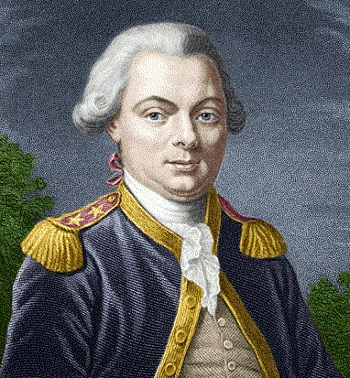
La Pérouse

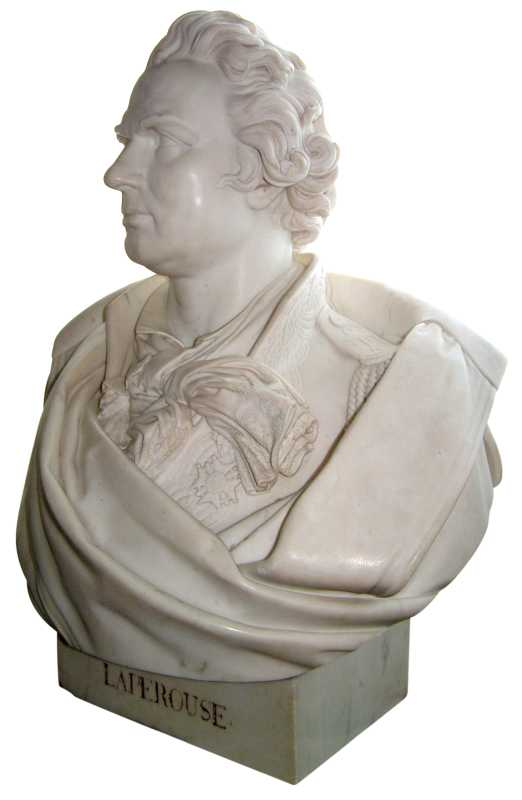
Jean-François de La Pérouse, Büste von François Rude

Jean-François de Galaup, Comte de La Pérouse (Lapérouse; * 23. August 1741 im Schloss „La Gô“ bei Albi; † 1788 bei Vanikoro, Salomonen) war ein französischer Seefahrer, Weltumsegler und Geograf im Zeitalter der Aufklärung.

## Leben
Jean-François de La Pérouse entstammte einer Patrizierfamilie der südwestfranzösischen Stadt Albi im Languedoc. Im Alter von 15 Jahren ging er nach Brest und schlug eine Laufbahn bei der französischen Marine ein. Die Offiziere waren in adlige ‚Rote‘ und bürgerliche ‚Blaue‘ gespalten. Um besser Karriere zu machen, fügte La Pérouse seinem Familiennamen de Galaup ein Adelsprädikat hinzu, das auf einen kleinen Hof der Familie außerhalb von Albi mit dem Namen La Peyrouse bezugnimmt.
Der gerade ausgebrochene Siebenjährige Krieg führte La Pérouse unter anderem nach Québec. Die Rückkehr des Weltumseglers Louis Antoine de Bougainville nach Frankreich im Jahr 1769 inspirierte La Pérouse zu ähnlichen Taten.
Von 1772 bis 1776 segelte La Pérouse im Auftrag des französischen Gouverneurs im Indischen Ozean zwischen den französisch beherrschten Kolonien Mauritius, Réunion, Pondicherry in Südindien und Madagaskar, wo er seine geografischen Kenntnisse vervollständigte.
La Perouse nahm für die Franzosen am Amerikanischen Unabhängigkeitskrieg auf Seiten der Amerikaner teil. Er befehligte ein Geschwader und nahm im August 1782 das Fort Prince of Wales an der Hudson Bay in der heutigen kanadischen Provinz Manitoba kampflos ein und nahm dort den englischen Entdecker Samuel Hearne gefangen.
Wegen besonderer Verdienste wurde La Pérouse bei seiner Rückkehr geadelt und befördert. Als Frankreich nach den Entdeckungen des Briten James Cook eine ähnlich prestigeträchtige Fahrt unternehmen wollte, fiel die Wahl des Königs Ludwig XVI. 1785 auf La Pérouse.
Zwei Schiffe – die Astrolabe und die Boussole – wurden ausgerüstet und eine hochkarätige Truppe von Wissenschaftlern aus den Fachgebieten Astronomie, Mathematik, Geologie, Mineralogie und Botanik für die Reise zusammengestellt. Ihr Auftrag war die genaue Erforschung der Geografie des Pazifik und der dortigen Handelsmöglichkeiten, vom hohen Norden bis nach Australien, von Asien bis Amerika.
Am 1. August 1785 stachen die beiden Schiffe von Brest aus in See. Die erste Station war Teneriffa. Im Januar 1786 wurde Patagonien erreicht. Über Kap Hoorn und die Osterinsel ging es nach Hawaii und weiter nach Alaska. La Pérouse, der sich zu den Aufklärern zählte, verzichtete als erster Europäer bewusst auf die Inbesitznahme noch unerforschter Inseln. In Alaska knüpfte er wichtige Kontakte mit Indianern, bevor er die Küste Kaliforniens bereiste.
Der Winter wurde für die Überfahrt über den Pazifik genutzt. Im Januar 1787 landeten die beiden Schiffe in Macau. Nun wurden die bisher wenig bekannten ostasiatischen Nebenmeere, die Chinesische See und die Japanische See, systematisch erforscht und kartografiert, ebenso wie die große sibirische Halbinsel Kamtschatka, die wegen des Pelzreichtums interessant war.
In Petropawlowsk (heute: Petropawlowsk-Kamtschatski) ging am 29. September 1787 der Dolmetscher Jean Baptiste Barthélemy de Lesseps von Bord. Er durchquerte Kamtschatka und Sibirien und gelangte über Ochotsk, Irkutsk und Sankt Petersburg, nach über einjähriger Reise, im Oktober 1788 nach Paris. Er überbrachte dort die ersten Berichte der Weltreise zu einem Zeitpunkt, als La Pérouse und seine Leute vermutlich nicht mehr am Leben waren.
Nachdem Sachalin und die japanischen Kurilen erkundet waren, wurde die Südsee angesteuert. Auf der samoanischen Insel Tutuila wurde am 11. Dezember 1787 der zweite Kapitän und enge Freund La Pérouses, der Wissenschaftler Paul Fleuriot de Langle (1744–1787), der Arzt de Lamanon sowie neun Matrosen von Insulanern getötet.
La Pérouse segelte nach Australien. In der Botany Bay begründeten die Engländer gerade Sydney. Im Februar 1788 schickte La Pérouse eine Nachricht mit der weiter geplanten Route in die Heimat: über Tonga, Neukaledonien und die Salomonen sollte es nach Neuguinea gehen.
Doch La Pérouse erreichte keines dieser Ziele. Beide Schiffe nebst Mannschaft verschwanden spurlos. Man mutmaßt, dass die Schiffe in einen tropischen Wirbelsturm gerieten. Die Expedition wurde in Frankreich leidenschaftlich verfolgt, und trotz der 1789 beginnenden Französischen Revolution wurden 1791 zwei Schiffe ausgerüstet, um nach La Pérouse zu suchen. Doch die Rettungsaktion verlief nicht glücklich. Die Kapitäne d’Entrecasteaux und Houn Kermadec starben 1793 auf der Fahrt und die Mannschaft kehrte ohne Ergebnis zurück.
Das Schicksal der beiden Schiffe Astrolabe und Boussole blieb viele Jahre lang ungeklärt, bis der britische Handelskapitän Peter Dillon, Eigner der Bark St. Patrick, am 23. Mai 1826 nach Tikopia kam. Dillon hatte dreizehn Jahre vorher einen Preußen mit Namen Martin Buchert (oder Bushard) sowie einen Laskaren mit Namen Joe und dessen Fidschi-Frau auf eigenen Wunsch dort abgesetzt. Als die St. Patrick Anker warf, kamen Buchert und Joe an Bord. Joe besaß, wie Dillon in seiner „Narrative“ schreibt, die silberne Parierstange eines alten Degens, die er einem Mannschaftsmitglied zum Kauf anbot. Auf Dillons Frage, wie dieser Gegenstand von eindeutig europäischer Herkunft auf das abgelegene Tikopia hatte gelangen können, teilte Buchert mit, dass die Eingeborenen die Parierstange, mehrere silberne Besteckteile sowie eiserne Nägel, Äxte, Teetassen, Glasflaschen und andere Teile von einer entfernten Insel namens „Manicolo“ (Vanikoro) mitgebracht hätten. Die Eingeborenen dieser Insel hätten noch mehr solcher Gegenstände, die von zwei Schiffen stammen würden die vor vielen Jahren („als die alten Männer von heute noch jung waren“) in einem heftigen Sturm dort havariert seien. Einer der Tikopianer hätte noch vor sechs Jahren (1820) dort zwei Besatzungsmitglieder von diesen Schiffen gesehen und mit ihnen gesprochen. Dillon, der die Teile als von mutmaßlich französischer Herkunft identifizierte, beschloss, nach Vanikoro zu segeln, da er vermutete, dass die Gegenstände von der vermissten La-Pérouse-Expedition stammten. Die St. Patrick erreichte Vanikoro zwei Tage später, konnte wegen ungünstiger Wind- und Strömungsverhältnisse nicht landen, sondern war gezwungen, sieben Tage vor der Küste zu kreuzen. Weil das Schiff jedoch leckte, die Vorräte beschränkt waren und der Eigentümer der Ladung, die die St. Patrick transportierte, Einspruch erhob, beschloss Dillon, das Vorhaben abzubrechen, unverzüglich nach Kalkutta zu segeln und später nach Vanikoro zurückzukehren. Er erreichte Indien mit einigen Schwierigkeiten. In Kalkutta identifizierte ein französischer Künstler die Degenstange als in Versailles gefertigt und etwa vierzig Jahre alt. Sehr schwach waren die Initiale „P.“ und die Fleur de lys zu erkennen.
Am 8. September 1827 kehrte Dillon mit der Research nach Vanikoro zurück und fand zahlreiche weitere Relikte, die sich den vermissten französischen Schiffen – und auch La Pérouse persönlich – zuordnen ließen. Er brachte sie 1829 nach Frankreich, wo ihn König Karl X. zum Ritter der Ehrenlegion ernannte und ihm einen Ehrensold bewilligte.
Jules Dumont d’Urville erreichte 1828 die Insel Vanikoro, barg weitere Teile der Wracks und brachte sie nach Frankreich. Eine französische Ausgrabungskampagne im Mai 2005 identifizierte zwei Wracks vor der Insel Vanikoro als die der Astrolabe und der Bussole. Mehrere Teile der Schiffsausrüstung wurden gefunden, darunter ein Sextant der Marke „Mercier“ aus Brest. Ein solches Instrument hatte die Bussole an Bord.

## Ehrungen

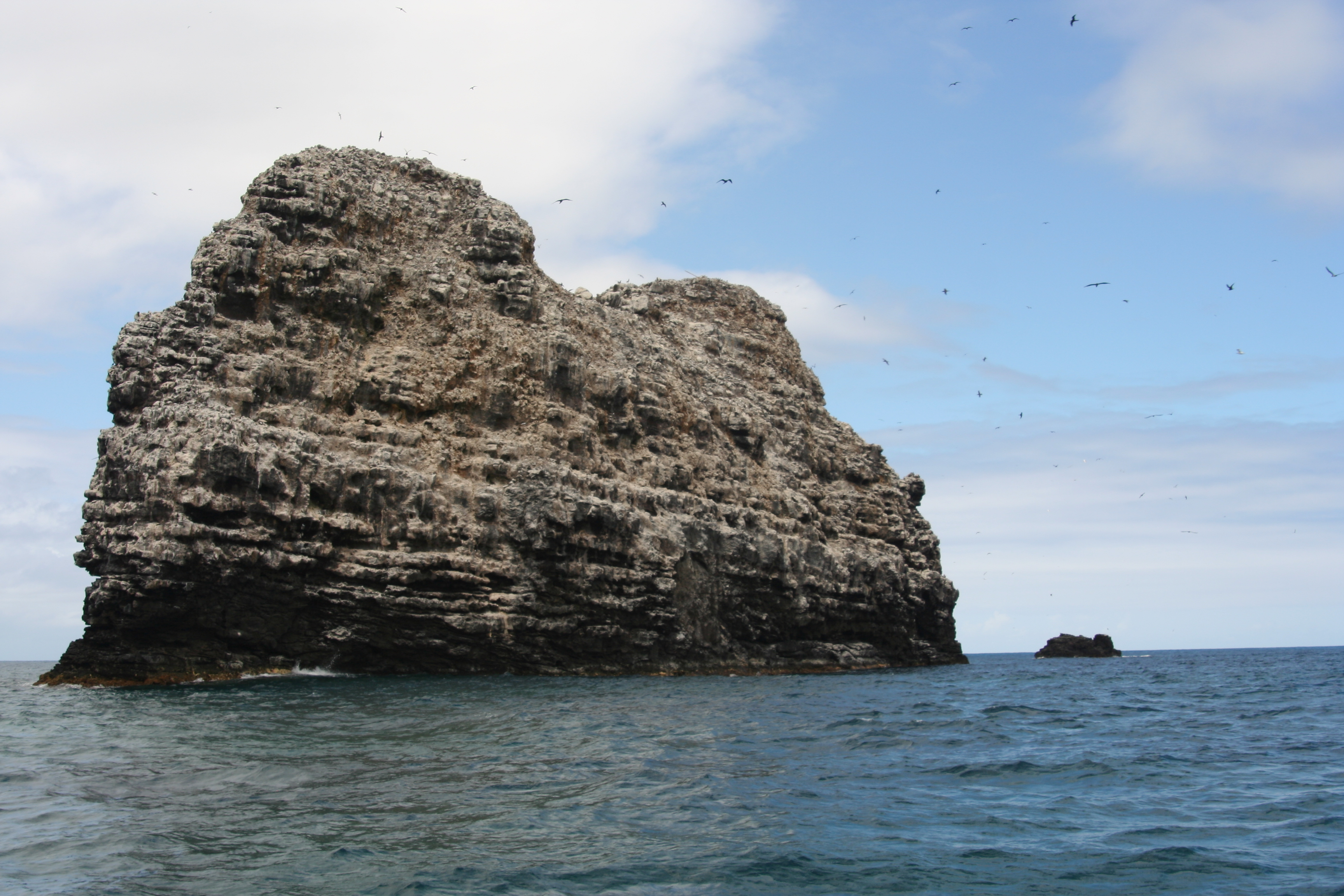
La Pérouse Pinnacle

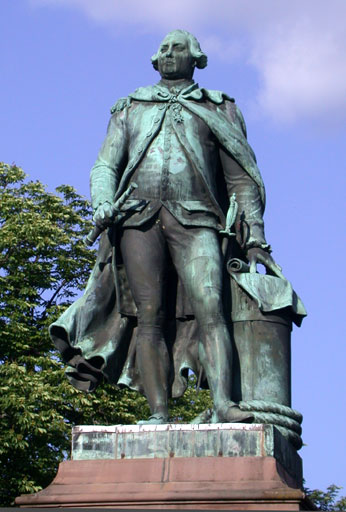
Denkmal für Jean-François de La Pérouse

La Pérouse wird in Frankreich und im Pazifik bis heute verehrt. Nach ihm wurden nicht nur mehrere Schiffe der französischen Marine benannt, sondern auch:
- ein Stadtteil von Sydney (La Perouse) an der Nordseite der Bucht Botany Bay;
- zwei Berge in Alaska (Laperouseberg und Laperousegletscher);
- eine Bucht in Hawaii (La Perouse-Bucht);
- eine Bucht in Kanada (La Perouse-Bucht);
- eine Bucht auf der Osterinsel (La Perouse Bahia);
- eine Meerenge zwischen Sachalin und Hokkaidō, die La-Pérouse-Straße;
- zwei Berge in Tasmanien und Neuseeland;
- ein Gymnasium (Lycée Lapérouse) in Neukaledonien und in seiner Geburtsstadt Albi;
- ein Platz (Place Lapérouse) und ein Denkmal in Albi;
- eine Insel im Nordwesten Hawaiis (La Perouse Pinnacle);
- ein Tiefseeberg im Indischen Ozean, etwa 90 Seemeilen nordwestlich der Insel Réunion (La Pérouse Seamount);
- der Mondkrater La Pérouse[7];
- der Asteroid (13560) La Pérouse
- das Manöver La Perouse im Indo-Pazifischen Raum[8].